# Alchemilla sublessingiana
Alchemilla sublessingiana é uma espécie de rosácea do gênero Alchemilla, pertencente à família Rosaceae.